# Франк Боя
Франк Боя (фр. Frank Boya, нар. 1 липня 1996, Дуала, Камерун) — камерунський футболіст, нападник національної збірної Камеруну та німецького клубу «Мюнхен 1860». У складі збірної — володар Кубка африканських націй.

## Клубна кар'єра
У дорослому футболі дебютував 2015 року виступами за команду клубу «АПЕЄС Академі».
2017 року перейшов до стану німецького клубу «Мюнхен 1860».

## Виступи за збірну
2016 року дебютував в офіційних матчах у складі національної збірної Камеруну.
У складі збірної був учасником Кубка африканських націй 2017 року в Габоні.

## Титули і досягнення
- Володар Кубка Бельгії (1):

«Антверпен»: 2019-20
- Переможець Кубка африканських націй: 2017